# The Beverly Hillbillies (filme)
The Beverly Hillbillies (bra: A Família Buscapé) é um filme de comédia americano de 1993, dirigido por Penelope Spheeris e estrelado por Jim Varney, Diedrich Bader, Erika Eleniak, Cloris Leachman, Lily Tomlin, Dabney Coleman, Lea Thompson, Rob Schneider e Penny Fuller. O filme é baseado na série homônima de televisão exibida pela CBS e conta com as aparições de Buddy Ebsen (que interpretou Jed Clampett na série, em sua última atuação no cinema, interpretando seu outro personagem clássico, o detetive Barnaby Jones), Dolly Parton e Zsa Zsa Gabor.
O filme segue um pobre hillbilly chamado Jed Clampett, que torna-se bilionário ao descobrir petróleo em suas terras. Ele decide deixar sua vida simples em Ozark, Arkansas e se mudar com os outros membros da família Clampett para a luxuosa Beverly Hills, Califórnia, atraindo diversos charlatões e interesseiros.

## Sinopse
Jed Clampett (Jim Varney), um fazendeiro humilde das montanhas do Arkansas, acidentalmente descobre petróleo em sua terra enquanto tentava atirar em um coelho. A Ozark Mountain Oil, interessada em comprar suas terras, oferece a ele US$ 1 bilhão pela propriedade. Sem saber o que fazer, Jed consulta sua prima, Pearl Bodine (Linda Carlson), durante um jantar em família. Pearl sugere que uma mudança de cenário para a filha de Jed, Elly May (Erika Eleniak), seria a melhor opção. Tendo decidido e aceito o dinheiro, Jed, sua filha, sua sogra Daisy Mae Moses, mais conhecida como "Vovó" (Cloris Leachman) e seu sobrinho Jethro (Diedrich Bader), filho de Pearl, carregam o velho caminhão dilapidado de Jethro com seus pertences. e se mudam para Beverly Hills, Califórnia.
Milburn Drysdale (Dabney Coleman), o CEO do Commerce Bank de Beverly Hills (onde o dinheiro de Jed está armazenado), envia sua secretária/assistente, a Srta. Jane Hathaway (Lily Tomlin) para encontrar os Clampetts em sua nova propriedade. Senhorita Jane liga para a Polícia de Beverly Hills depois que os Clampetts chegam, confundindo-os com ladrões. Ao saber do erro de Senhorita Jane na delegacia, Drysdale a demite brevemente. Mas vendo que Jed insiste que ele ainda quer que ela cuide de seus negócios, o Sr. Drysdale a recontrata.
Os Clampetts se instalam em seu novo ambiente. Drysdale incentiva seu filho relutante, Morgan Drysdale (Kevin Connolly), a fazer amizade com Elly May, a quem ele acaba desenvolvendo uma atração. Senhorta Jane também tem uma atração por Jethro, que parece ignorante de suas afeições.
Jed pede ajuda a Senhora Jane para ajudá-lo a procurar alguém que ajude a transformar Elly May em uma dama. Woodrow Tyler (Rob Schneider), um funcionário do banco de Drysdale, percebe isso e cria um esquema com sua namorada, Laura Jackson (Lea Thompson), para roubar o dinheiro de Jed por ela se casar com Jed. Ela se apresenta como professora de etiqueta francesa, Laurette Voleur, e pede trabalho. "Laurette" finge interesse romântico em Jed, o que eventualmente faz com que ele proponha casamento a ela.
Pouco antes do casamento, a avó ouve Laura e Tyler falando sobre o golpe. Vovó se revela para a dupla e ameaça expor seu golpe para Jed, e o casamento iminente será cancelado. Mas antes que ela consiga eles a colocam no lar de idosos de Los Viejos, ela não pode entrar em contato com Jed.
No casamento, Tyler se prepara para transferir todo o dinheiro de Clampett no banco de Drysdale para uma conta na Suíça em seu laptop quando o casal diz "sim". Senhorita Jane, percebendo que a avó está desaparecida, vai até o escritório de Barnaby Jones (Buddy Ebsen) e, depois de saber onde a avó está, faz-se de enfermeira e acaba com ela. Vovó e Senhorita Jane chegam ao casamento e frustram o plano de Laura e Tyler quando Senhorita Jane pega uma espingarda e explode o laptop em pedaços. A polícia prende Laura e Tyler, enquanto Jed anuncia que, mesmo que o casamento tenha sido cancelado, eles terão um baile de arromba.

## Elenco
- Jim Varney como Jedidiah D. 'Jed' Clampett (Zé Buscapé)
- Diedrich Bader como Jethro Bodine (Joca Buscapé) e Jethrine Bodine
- Erika Eleniak como Elly May Clampett (Petúnia Buscapé)
- Cloris Leachman como Daisy May "Vovó" Moses (Vovó Buscapé)
- Dabney Coleman como Sr. Milburn Drysdale
- Lily Tomlin como Senhorita Jane Hathaway
- Lea Thompson como Laura Jackson "Laurette Voleur"
- Rob Schneider como Woodrow Tyler
- Penny Fuller como Sra. Margaret Drysdale
- Kevin Connolly como Morgan Drysdale
- Linda Carlson como Tia Pearl Bodine
- Buddy Ebsen como Barnaby Jones
- Leann Hunley como Senhorita Arlington
- Robert Easton como Prefeito Amos Jasper
- Dolly Parton como ela mesma
- Zsa Zsa Gabor como ela mesma
- Lyman Ward - Chefe Gallo
- David L. Crowley - Danforth

## Bilheteria
Em seu primeiro fim de semana, The Beverly Hillbillies arrecadou US$ 9,525,375 nas bilheterias. O filme subiu para a primeira posição duas semanas depois. O total bruto mundial foi de US$ 57,405,220, tornando-se um sucesso moderado nas bilheterias.

## Recepção

### Críticas
O filme recebeu críticas negativas, com uma classificação de 24% "rotten" no Rotten Tomatoes. Roger Ebert do Chicago Sun-Times deu ao filme meia estrela de 4 possíveis, argumentando que não captou o apelo do original e não melhorou o material original. Além disso, escreveu Ebert, The Beverly Hillbillies foi uma grande decepção para Spheeris após seu triunfo surpreendente com Wayne's World apenas dois anos antes: "Quando os diretores fazem um filme maravilhoso, vocês aguardam ansiosamente a próxima com uma antecipação especial, pensando que talvez tenham o segredo. Se isso acontecer, você se sente quase traído. Foi assim que me senti depois de The Beverly Hillbillies, um dos piores filmes deste ou de qualquer outro ano".